# Emil Fick
Emil Fredrik Fick (Landskrona, 1863. július 18. – Stockholm, 1930. február 20.) svéd vívó, olimpikon.
Először olimpián az 1900. évi nyári olimpiai játékokon, Párizsban indult egy vívószámban: tőrvívásban, és helyezés nélkül zárt.
Utoljára olimpián az 1906. évi nyári olimpiai játékokon, Athénban indult, amit később nem hivatalos olimpiává nyilvánított a Nemzetközi Olimpiai Bizottság. Ezen az olimpián két vívószámban indult: tőrvívásban és párbajtőrvívásban. Mindkettőben helyezés nélkül zárt.